# Colin Meads
Sir Colin Earl Meads (3. června 1936, Cambidge – 20. srpna 2017, Te Kūiti) byl novozélandský ragbista, který hrál především jako druhořadník a i jako rváček nebo vazač. V roce 2015 byl jmenován do Světové ragbyové síně slávy. V roce 1999 byl zvolen Novozélandskou ragbyovou unií jako nejlepší hráč století. Během svého života obdržel Řád britského impéria nebo Novozélandský řád za zásluhy.
Za reprezentaci Nového Zélandu odehrál 55 zápasů a připsal si 21 bodů (1957 - 1971). V 11 zápasech byl kapitánem své země. Je prvním hráčem ze všech zemí, co si v reprezentačních zápasech připsal 50 zápasů. V roce 1967 v zápase proti Skotsku se stal teprve druhým vyloučeným novozélandským hráčem v historii. Na klubové úrovni hrál za King Country v letech 1955 až 1971. Měl přezdívku Pinetree (Borovice) kvůli svým neuvěřitelným fyzickým parametrům na tu dobu.
Po konci kariéry byl předsedou klubu King Country. V roce 1986 byl zvolen do vedení národní výběrové komise, ale v ten samý rok byl vyloučen, když vedl jako trenér novozélandskou reprezentaci na turné proti Jihoafrické republice v době apartheidu. V roce 1994 a 1995 byl manažerem All Blacks.
Se svou ženou měl pět dětí. Zemřel v srpnu 2017 v nemocnici kvůli rakovině slinivky břišní. Po jeho smrti dala řada Novozélanďanů před své domovní dveře ragbyovou šišku jako úctu k zesnulému Meadsovi. Tehdejší premiér Nového Zélandu Bill English prohlásil: „Je to smutný den pro novozélandské ragby a pro Nový Zéland“.